# Davide Zandegiacomo
Davide Zandegiacomo (Auronzo di Cadore, 26 novembre 1972) è un giocatore di curling e dirigente sportivo italiano, atleta della squadra di serie A del Curling Club Tre Cime.

## Biografia
Iniziata la sua carriera sportiva con il Curling Club Auros, sempre di Auronzo di Cadore, vise tre titoli italiani tra il 1993 e il 1996 insieme a Diego Bombassei, Valter Bombassei e al fratello, l'olimpionico Gianpaolo Zandegiacomo. La squadra rimase pressoché inalterata per più di dieci anni, ed entrò a far parte della nazionale ottenendo grandi risultati in campo internazionale, grazie anche all'atleta svizzero Claudio Pecha, che skippava la squadra nazionale.
A seguito della fusione di tutti i curling club di Auronzo di Cadore nel Curling Club Tre Cime, Valter si ritrovò in questo club dove gioca tuttora. Nel 2006 vinse il Campionato italiano misto di curling, cosa che gli permise di partecipare lo stesso anno al Campionato europeo misti di curling, dove vinse una medaglia d'argento. Questo rimane il miglior risultato dell'Italia agli europei misti, nonché il miglior risultato dell'atleta.
Nella stagione 2008/2009 Davide ha vinto una medaglia di bronzo nel Campionato italiano assoluto di curling.
In totale Davide ha preso parte ad un campionato mondiale di curling disputato a Hamilton, in Canada, nel 1996; a cinque campionati europei: Leukerbad 1993, Sundsvall 1994, Grindelwald 1995, Copenaghen 1996, e Grindelwald 2002 oltre che un campionato europeo misti di curling disputato a Claut nel 2006.
Zandegiacomo è stato presidente del Curling Club Tre Cime fino al 2008.